# Que viva la vida
Que viva la vida är det första samlingsalbumet från den belgiska sångerskan Belle Perez. Albumet gavs ut 4 januari 2005 och innehåller 28 av hennes tidigare låtar. Det består av två CD-skivor med 14 låtar på varje. Alla låtar på den andra skivan är liveversioner. Samlingsalbumet gavs endast ut i Nederländerna. Det debuterade på plats 22 på den nederländska albumlistan den 23 juli 2005 och nådde plats 9 den tredje veckan, den 6 augusti. Det låg totalt 48 veckor på listan.

## Låtlista

### CD 1
1. Que viva la vida (Chiquitan) – 3:00
2. Loca de amor – 3:45
3. Light of My Life – 3:57
4. Enamorada – 3:00
5. Dime – 3:36
6. El ritmo caliente – 3:38
7. Bailaremos – 3:26
8. Mamacita – 3:37
9. Sobrevivire – 4:47
10. Baila este ritmo – 3:24
11. Never Ever – 3:16
12. Volveras – 3:57
13. Real Love (Extended Version) – 6:41
14. Sobrevivire (Piano Version) – 5:01

### CD 2
1. Light of My Life – 5:57
2. Loca de amor – 5:09
3. Hotel California – 4:15
4. Bailaremos – 3:48
5. El ritmo caliente – 3:28
6. Never Ever – 3:22
7. Mamacita – 4:11
8. Hello World Medley – 6:40
9. Cuba – 3:20
10. Caramba Carambita – 2:47
11. Real Love – 6:55
12. Don't Play With My Heart – 3:28
13. Enamorada – 3:58
14. A mi manera – 3:26

Alla spår på CD-2 är liveversioner.

## Listplaceringar
| Lista (2005-2006) | Topplacering |
| ----------------- | ------------ |
| Nederländerna     | 9            |